# Shanghai Surprise
Shanghai Surprise (bra: Surpresa de Shanghai; prt: Shanghai) é um filme britânico-estadunidense de 1986, dos gêneros aventura e comédia, dirigido por Jim Goddard e estrelado pelos então recém-casados Sean Penn e Madonna. Foi produzido pela HandMade Films, de George Harrison, e distribuído pela Metro-Goldwyn-Mayer. O próprio Harrison apareceu como cantor de boate e também gravou várias músicas para a trilha sonora do filme, incluindo a música "Breath Away from Heaven", que foi regravada e lançada em seu álbum Cloud Nine de 1987, juntamente com a música "Someplace Else", também usado no filme.
A trilha sonora de Shanghai Surprise nunca foi lançada como um disco ou CD, e só foi disponibilizada brevemente como um single promocional, com a música-título "Shanghai Surprise", juntamente com "Zig Zag". Ambas as músicas foram lançadas como "faixas adicionais" no lançamento de 2004 do CD Cloud Nine. Outra faixa, "The Hottest Gong in Town", foi incluída nas músicas do EP Songs by George Harrison Volume 2. O roteiro foi adaptado por John Kohn e Robert Bentley do romance de 1978 de Tony Kenrick, Faraday's Flowers. O livro foi reimpresso (sob o título do filme e com uma capa centrada no filme) como um item vinculado ao filme. Tornou-se um fracasso crítico e comercial.

## Sinopse
Em 1939, a americana Gloria Tatlock (Madonna) chega a Xangai à procura de um carregamento de ópio desaparecido um ano antes durante perseguição policial, com o intuito de usá-lo como analgésico para soldados feridos na guerra. 

## Elenco
- Sean Penn - Glendon Wasey
- Madonna - Gloria Tatlock
- Paul Freeman - Walter Faraday
- Richard Griffiths - Willie Tuttle
- Philip Sayer - Justin Kronk
- Clyde Kusatsu - Joe Go
- George Harrison - Cantor do clube
- Victor Wong - Ho Chong
- Lim Kay Tong - Mei Gan

## Prêmios e indicações
- Framboesa de Ouro

Ganhou: Pior Atriz - Madonna[carece de fontes?]
Indicado: Pior Filme[carece de fontes?]
Indicado: Pior Diretor - Jim Goddard[carece de fontes?]
Indicado: Pior Roteiro - John Kohn e Robert Bentley[carece de fontes?]
Indicado: Pior Canção Original - "Shanghai Surprise"[carece de fontes?]
Indicado: Pior Ator - Sean Penn[carece de fontes?]